# Yoshito Watabe
Pour les articles homonymes, voir Watabe.
Yoshito Watabe (渡部 善斗, Watabe Yoshito), né le 4 octobre 1991 à Hakuba, est un coureur du combiné nordique japonais.

## Biographie
Il est le frère cadet du coureur de combiné Akito Watabe.
Il fait ses débuts en compétition internationale en février 2008, lors d'une épreuve de la Coupe du monde B se déroulant à Iiyama (Japon).
Un an plus tard, à Val di Fiemme, il se présente pour la première fois au départ d'une épreuve de la Coupe du monde. Il marque ses premiers points lors de sa troisième course (27e) en janvier 2010, année où il entre à l'université Waseda. Son premier top 10 intervient en décembre 2011 à Ramsau avec une huitième place.
Son meilleur résultat dans cette compétition est une troisième place, obtenue le 15 mars 2013 à Oslo, en Norvège. Il finit 15e du classement général, son meilleur à ce jour.
Il participe aux Jeux olympiques d'hiver de 2014 avec son frère Akito. Aux Championnats du monde 2015 à Falun, il signe son meilleur résultat individuel en grand championnat avec une septième place à l'épreuve avec petit tremplin.
Aux Championnats du monde 2017 à Lahti, il remporte la médaille de bronze au sprint par équipes avec Akito Watabe.
Il prend part à ses deuxièmes Jeux olympiques en 2018, se classant douzième et vingtième en individuel, ainsi que quatrième par équipes. Grâce à un long saut, il contribue au podium de l'équipe japonaise pour la première fois en cinq ans en Coupe du monde à Ruka en novembre 2018.
Il monte sur son premier podium mondial depuis 2013 avec une troisième place au Grand Prix à Oberwiesenthal au Grand Prix d'été 2019.
Le saut à ski est son point fort.

## Palmarès

### Jeux olympiques d'hiver
| Épreuve / Édition   | Individuel     | Individuel     | Par équipes Grand tremplin |
| Épreuve / Édition   | Petit tremplin | Grand tremplin | Par équipes Grand tremplin |
| JO 2014 Sotchi      | 15e            | 35e            | 5e                         |
| JO 2018 Pyeongchang | 12e            | 20e            | 4e                         |
| JO 2022 Pékin       | 13e            | 25e            | Bronze                     |

### Championnats du monde
| Épreuve / Édition           | Individuel     | Individuel     | Par équipes           | Par équipes           |
| Épreuve / Édition           | Petit tremplin | Grand tremplin | Grand tremplin Sprint | Petit tremplin Relais |
| Mondiaux 2013 Val di Fiemme | 16e            | 12e            | -                     | 4e                    |
| Mondiaux 2015 Falun         | 7e             | 18e            | 6e                    | 6e                    |
| Mondiaux 2017 Lahti         | 44e            | 15e            | Bronze                | 4e                    |
| Mondiaux 2019 Seefeld       | 19e            | 16e            | 4e                    | 4e                    |
| Mondiaux 2021 Oberstdorf    | 16e            | 23e            | -                     | 4e                    |

### Coupe du monde
- Meilleur classement général : 15e en 2013.
- 1 podium individuel : 1 troisième place.
- 4 podiums par équipes.

#### Différents classements en Coupe du monde
| Année     | Classement général final |
| 2009-2010 | 63e                      |
| 2010-2011 | 53e                      |
| 2011-2012 | 31e                      |
| 2012-2013 | 15e                      |
| 2013-2014 | 32e                      |
| 2014-2015 | 18e                      |
| 2015-2016 | 28e                      |
| 2016-2017 | 24e                      |
| 2017-2018 | 21e                      |
| 2018-2019 | 22e                      |
| 2019-2020 | 29e                      |
| 2020-2021 | 22e                      |
| 2021-2022 | 22e                      |
| 2022-2023 | 27e                      |

### Grand Prix
- 1 podium.